# Katja Seizinger
Katja Seizinger (Datteln, 10 de mayo de 1972) es una deportista alemana que compitió en esquí alpino; tres veces campeona olímpica y una vez campeona mundial.

## Trayectoria
Participó en tres Juegos Olímpicos de Invierno, obteniendo en total cinco medallas, bronce en Albertville 1992, en el supergigante, oro en Lillehammer 1994, en descenso, y tres en Nagano 1998, oro en descenso y en la combinada y bronce en eslalon gigante.
Ganó cuatro medallas en el Campeonato Mundial de Esquí Alpino entre los años 1993 y 1997.
En la Copa del Mundo consiguió 36 victorias y 76 podios en total. Ganó la clasificación general de la Copa del Mundo en 1996 y 1998.
Fue nombrada «Deportista femenina del año» en su país en 1994, 1996 y 1998. Estudió Economía de la Empresa en la Universidad a Distancia de Hagen.

## Palmarés internacional
| Juegos Olímpicos   | Juegos Olímpicos       | Juegos Olímpicos  | Juegos Olímpicos |
| Año                | Lugar                  | Medalla           | Prueba           |
| ------------------ | ---------------------- | ----------------- | ---------------- |
| 1992               | Albertville (Francia)  | Medalla de bronce | Supergigante     |
| 1994               | Lillehammer (Noruega)  | Medalla de oro    | Descenso         |
| 1998               | Nagano (Japón)         | Medalla de oro    | Descenso         |
| 1998               | Nagano (Japón)         | Medalla de oro    | Combinada        |
| 1998               | Nagano (Japón)         | Medalla de bronce | Eslalon gigante  |
| Campeonato Mundial |                        |                   |                  |
| Año                | Lugar                  | Medalla           | Prueba           |
| 1993               | Morioka (Japón)        | Medalla de oro    | Supergigante     |
| 1996               | Sierra Nevada (España) | Medalla de plata  | Descenso         |
| 1997               | Sestriere (Italia)     | Medalla de plata  | Supergigante     |
| 1997               | Sestriere (Italia)     | Medalla de plata  | Combinada        |